# 白登山
白登山，位於今中國山西大同東北，为今马铺山或采凉山。漢朝初年，漢高祖劉邦即被匈奴圍困於此。

## 白登之圍
漢高祖五年（前201年），冒頓單于發兵圍攻馬邑（今山西朔縣），第二年冬，又佔領了晉陽。漢高祖六年（前200年），匈奴冒顿单于出40萬精兵围攻晋阳（今山西太原），劉敬力勸劉邦不可輕舉妄動，劉邦不聽，反將其下獄，押在廣武（山西代縣西南陽明堡鎮）。
刘邦率骑兵先到达平城（今山西省大同市以北），于是命令周勃攻打东南的楼烦三座城池后再与主力会合，作为后援，后来正如刘邦所料，也是周勃给刘邦解围。 周勃在石之战后，没有与刘邦一道继续追击刘邦而是“还攻楼烦三城”，也没有周勃被围的记载，很显然，《韩信卢绾列传》提到的“汉救兵”就是周勃的军队。 《匈奴列传》提到“高帝先至平城，步兵未尽到”，这里的步兵就是指周勃带领的步兵，被围 的只有刘邦与夏侯婴的车骑兵，还有灌婴的骑兵，夏侯婴传与灌婴传都提到了“为胡所围 ”： 《樊郦滕灌列传》夏侯婴：因从击韩信军胡骑晋阳旁，大破之。追北至平城，为胡所围，七日不得通。高帝使使厚遗阏氏，冒顿开围一角。高帝出欲驰，婴固徐行，弩皆持满外向，卒得脱。益食婴细阳千户。复以太仆从击胡骑句注北，大破之。以太仆击胡骑平城南，三陷陈，功为多，赐所夺邑五百户。 《樊郦滕灌列传》灌婴：从击韩信胡骑晋阳下，所将卒斩胡白题将一人。受诏并将燕、赵、齐、梁、楚车骑，击破胡骑于石。至平城，为胡所围，从还军东垣。根据夏侯婴传，汉军解围后，与匈奴还有战斗“复以太仆从击胡骑句注北，大破之。以太仆击胡骑平城南，三陷陈，功为多，”可见最后汉军应是击败了匈奴 ， 劉邦盡斬先前進言匈奴可擊的十幾名使臣，並赦免劉敬。
白登之围对汉朝的对外政策产生了深远影响，匈奴多“精騎”，圍白登的騎兵“其西方盡白，東方盡駹，北方盡驪，南方盡騂馬”，漢軍明顯處於劣勢。刘邦為了休養生息，採用娄敬的建议，嫁嫡長公主與匈奴和亲，呂后不答應，日夜泣，後改以宗室女為公主，嫁給匈奴單于，送大批絲綢、糧食、酒等，與匈奴約為兄弟。

## 考证
关于白登山的具体位置，学界存在争议。一说认为白登山是今采凉山。 史籍中的记述亦不尽一致，《汉书·匈奴传》服虔注称“白登，台名，去平城七里。”如淳注中称白登是“平城旁之高地，若丘陵也。”《正义》引李穆叔《赵记》“平城东七里有土山，高百馀尺，方十馀里。”《山西通志·山川》大同县部分记有“小白登山在县东七里，高一里，盘踞三十五里。”1984年4月，大同市博物馆在大同城东东王庄西北发掘了北魏元淑墓，墓中出土的墓志记有“葬于白登之阳”，有考古学者结合墓葬与马铺山的地理关系判定白登山即今马铺山。

## 記載
- 《漢書·匈奴傳》：「冒頓縱精兵三十餘萬騎，圍高帝于白登，七日。」

## 延伸阅读
[在维基数据编辑]
 《欽定古今圖書集成·方輿彙編·山川典·白登山部》，出自陈梦雷《古今圖書集成》